# الزلة الكبرى (فلم)
الزلة الكبرى فيلم مصري من إنتاج عام 1945، بطولة أنور وجدي وحسين رياض، إخراج إبراهيم عمارة.

## فريق العمل
- أنور وجدي
- حسين رياض
- روحية خالد
- فؤاد شفيق
- زوزو ماضي
- عبد الوارث عسر
- محمد الكحلاوي

## روابط خارجية
- مقالات تستعمل روابط فنية بلا صلة مع ويكي بيانات